# Missove
Missove (en (ucraïnès): Мисове, en rus: Мысовое, Missovoie) és un poble de la República Autònoma de Crimea a Ucraïna, que el 2014 tenia 47 habitants. Pertany al districte rural de Djankoi. Fins al 1948 la vila es deia Tiup-Aktxorà.